# کوچه ارک
کوچه ارک یا کوچه خیریه یکی از کوچه‌های قدیمی تبریز است که در قدیم تنها گذرگاه مردم محلات چرنداب و لیلاوا به محوطه مرکز شهر و بازار بود. این کوچه در گذشته به نام کوچه خیریه شناخته می‌شد و در حال حاضر این کوچه به نام کوچه ارک نامیده شده است.
در سال ۱۲۹۶، یک گروه هنری در این کوچه تشکیل یافت که چون درآمد بیشتر این نمایش‌ها، صرف امور خیریه شهر تبریز می‌شد، بنابراین محل اجرای تئاتر، موسیقی و نمایش را به همراه این کوچه، «خیریه» نامیدند.